# Hrabstwo Armstrong (Teksas)
Hrabstwo Armstrong (ang. Armstrong County) – hrabstwo w USA, w północno–zachodnim Teksasie, w regionie Panhandle. Według danych z 2023 liczy 1832 mieszkańców. W latach 2000–2020 populacja skurczyła się o 14%. Stolicą hrabstwa jest Claude. 
Hrabstwo Armstrong zostało utworzone w 1876 z hrabstwa Bexar i nazwane tak w imieniu jednej z wielu teksańskich rodzin pionierów.

## Sąsiednie hrabstwa
- Hrabstwo Carson (północ)
- Hrabstwo Gray (północny wschód)
- Hrabstwo Donley (wschód)
- Hrabstwo Briscoe (południe)
- Hrabstwo Swisher (południowy zachód)
- Hrabstwo Randall (zachód)
- Hrabstwo Potter (północny zachód)

## Demografia
Według danych pięcioletnich z 2023 roku, 86,1% mieszkańców to biali niebędący Latynosami. Mieszkańcy deklarują głównie pochodzenie niemieckie (26,6%), angielskie (13,1%), irlandzkie (13%), meksykańskie (7,8%), „amerykańskie” (4,8%), rosyjskie (3,9%) i szkockie (3,7%).

## Gospodarka
Ludność czerpie główny dochód z rolnictwa, przede wszystkim z upraw bawełny, pszenicy i sorgo, oraz z hodowli bydła. Rozwinięty przemysł mleczny (30. miejsce w stanie). Rekreacja i atrakcje turystyczne obejmują Stanowy Park Krajobrazowy Kanionu Palo Duro.